# Сироне
Сироне (итал. Sirone) — коммуна в Италии, располагается в регионе Ломбардия, подчиняется административному центру Лекко.
Население составляет 2199 человек, плотность населения составляет 733 чел./км². Занимает площадь 3 км². Почтовый индекс — 23844. Телефонный код — 031.
Покровителем населённого пункта считается San Carlo. Праздник ежегодно празднуется 4 ноября.